# Emil Meirowsky
Emil Meirowsky (* 9. März 1876 in Guttstadt; † 22. Januar 1960 in Nashville) war ein deutscher Dermatologe.

## Leben
Meirowsky studierte an den Universitäten Berlin und Königsberg, wo er 1901 promovierte. Seine Spitalsdienst- und Assistentenzeit verbrachte er an der Berliner Poliklinik bei Oscar Werler, in Breslau bei Albert Neisser, bei Paul Gerson Unna und in Paris. Seit 1908 wohnte die Familie in Köln-Lindenthal. Er eröffnete eine Praxis mit einem eigenen Labor. 1910 begründete er gemeinsam mit seinen Brüdern Leo und Max die Meirowsky Co. 1919 erhielt er den Professorentitel. 1920 wurde er an der Universität Köln habilitiert und ein Jahr später zum nichtbeamteten außerordentlichen Professor ernannt. Er war Vorsitzender der Kölner Ärztekammer und Mitglied der Deutschen Demokratischen Partei. Da Meirowsky Jude war, wurde ihm am 24. November 1933 die Lehrbefugnis an der Universität zu Köln entzogen, im Februar 1936 wurden seine akademischen Titel aberkannt und 1938 musste er seine Praxis aufgeben. Im Jahr 1939 emigrierte er zusammen mit seiner Frau Clara und dem 29-jährigen Sohn Arnold nach England. Ab 1942 arbeitete er am Royal Surrey Hospital in Guilford. Im Jahr 1946 erhielt er das Angebot, wieder an der Kölner Universität die Lehre aufzunehmen. Nachdem das Ehepaar Meirowsky nach dem Krieg erfahren hat, dass die Tochter Lisamaria den Holocaust nicht überlebt hatte, entschloss sich die Familie nie wieder nach Deutschland zurückzukehren. Am 2. Mai 1947 wanderte Emil Meirowsky zusammen mit seiner Frau und seinem Sohn in die Vereinigten Staaten aus. Dort lehrte er bis 1953 an der Indiana University Medical School.
Meirowsky forschte zu den Ursprüngen des Melanins. 1906 bewies er (in Unnas Laboratorium), dass die Epidermis Melanin produzieren kann. Nach ihm ist das Meirowsky-Phänomen (1909), die Bräunung der Haut durch hohe Temperaturen, benannt. Außerdem forschte er zum Lebenszyklus des Syphiliserregers und zur Ätiologie der Muttermale und angeborenen Fehlbildungen der Haut. Meirowsky entdeckte zudem die Virus-Ätiologie der Psoriasis.

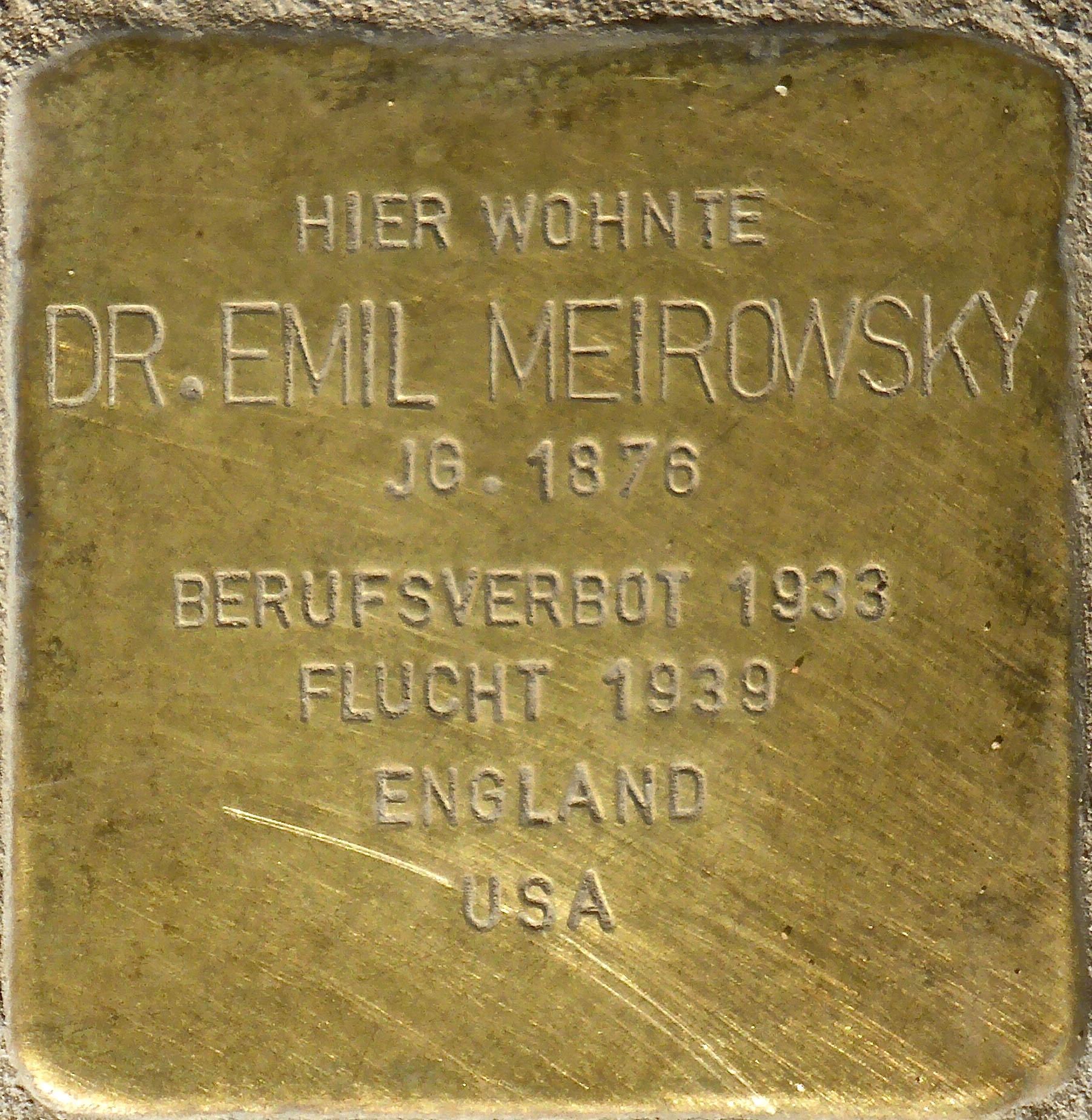
Stolperstein für Emil Meirowsky in Köln-Lindenthal

Seine Tochter Lisamaria Meirowsky war ebenfalls Ärztin und wurde im KZ Auschwitz-Birkenau ermordet. Sein überlebender Sohn Arnold wurde in den Vereinigten Staaten ein anerkannter Neurochirurg, ein anderer Sohn, Werner Leopold (1907–1994), emigrierte nach England und nahm den Namen William Merrow an. In England arbeitete er nach dem Zweiten Weltkrieg als Schauspieler. Dessen Tochter, Emils Enkelin, ist die Schauspielerin Jane Merrow. Emils Bruder war der Unternehmer und Kunstsammler Max Meirowsky.
Im März 2015 wurde vor seinem letzten Wohnort in Köln-Lindenthal, Fürst-Pückler-Straße 42, zum Gedenken ein Stolperstein im Rahmen des Kunst- und Denkmalprojekt des Kölner Künstlers Gunter Demnig verlegt.

## Veröffentlichungen (Auswahl)
- Über den Ursprung des melanotischen Pigments der Haut und des Auges, Leipzig 1908
- Geschlechtsleben der Jugend, Schule und Elternhaus, Leipzig 1913
- Studien über die Fortpflanzung von Bakterien, Spirillen und Spirochäten, Berlin 1914
- Über die Entstehung der sogenannten kongenitalen Missbildungen der Haut,  Wien & Leipzig 1919
- Bericht der Salvarsankommission des Allgemeinen Aerztlichen Vereins in Köln. In: Münchener medizinische Wochenschrift. Band 67, 1920, S. 477–480.
- Tierzeichnung, Menschenscheckung und Systematisation der Muttermäler: ein Beitrag zur vergleichenden Morphologie der Haut, Berlin 1921 (mit Leonhard Leven)
- Hautkrankheiten, Leipzig 1924/1930
- Geschlechts-Krankheiten, Leipzig 1925/1931